# Nocturna (película)
Nocturna, una aventura mágica es una película española de 2007 dirigida por Adrià García y Víctor Maldonado.

## Sinopsis
¿Qué es lo que hace a la noche tan misteriosa? ¿Qué nos hace dormir, soñar y despertar por la mañana con los ojos pegados, la boca seca y el pelo revuelto, con los pies fuera de la cama, el pijama por las rodillas y unas incontenibles ganas de hacer pis? ¿Acaso hay alguien en algún lugar, velando para que todo ocurra como tiene que ocurrir? Cierto es que Tim nunca se hizo estas preguntas, pero desde el momento en que, sentado sobre el tejado del orfanato abandonado, vio caer del cielo aquella pequeña y frágil estrella, empezó a darse cuenta de que algo no era como él imaginaba.

## Reparto
- Imanol Arias: Pastor de gatos
- Carlos Sobera: Sr. Moka
- Natalia: Estrella Polar

## Premios
- 2007: Goya: Mejor película de animación
- 2008: Festival de Annecy: Sección oficial largometrajes a concurso

- Datos: Q3342613